# Neolítico en América

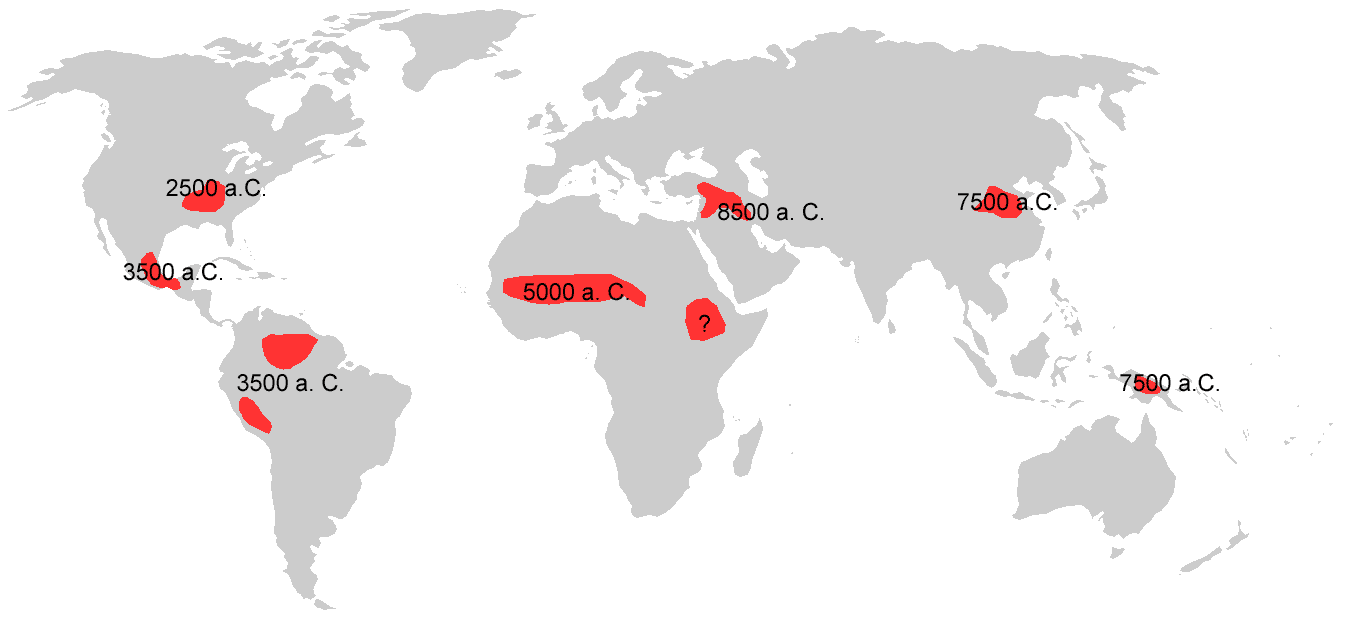
Inicios de la agricultura en diferentes regiones del planeta; sólo se consideran las áreas de desarrollo primario donde la agricultura apareció de manera independiente.

El Neolítico en la América comprende el surgimiento de la agricultura, modo de producción intensificable que permite sustentar a poblaciones más numerosas, con mayor densidad de población y en las que es posible la especialización dio lugar a sociedades más complejas.
Los inicios de la Agricultura en América empezaron al parecer en tres lugares de manera independiente (tal vez cuatro): primeramente en Mesoamérica, los Andes septentrionales y la Amazonia occidental hace unos 5500 años y más tardíamente en lo que ahora es el este de Estados Unidos hace unos 4500 años. Algunos autores que consideran que el desarrollo en los Andes y en la Amazonia pudieron estar conectados por lo que comúnmente se consideran un único foco. No existe evidencia de contactos tempranos entre el norte de Sudamérica y Mesoamérica. También se estima que el desarrollo de la agricultura en el este de Estados Unidos fue independiente aunque dadas las fechas no se pueda descartar una influencia desde Mesoamérica a través de Aridoamérica.

## Norteamérica
En el este de Norteamérica a partir del 2500 a. C. aproximadamente se registra el cultivo de girasol y Chenopodium. Estos cultivos locales aunque con un valor nutritivo alto en proteínas presentaban otros inconvenientes secundarios y no alcanzaban productividades como la de los cultivos de otras regiones. Por eso, cuando se difundieron hacia la zona hacia el 1 d. C. los cultivos de Mesoamérica empezaron a desplazar a los cultivos originales. Hacia el 900 d. C. el maíz procedente de Mesoamérica se había convertido en el cultivo principal desplazando a las especies locales aclimatadas originalmente en la región. Eso permitió un aumento de la población considerable. Hacia 1492, muchos de los cultivos originalmente domesticados en la región habían dejado de ser cultivados. 

## Mesoamérica
Aunque se considera que la agricultura empezó en Mesoamérica hacia el 3500 a. C., la fecha no es universalmente aceptada y algunos autores citan ejemplos de aclimatación de plantas en la cueva de Coxcatlán (México) que podrían ser substancialmente las más antiguas. Por lo que la fecha de inicio real de la agricultura todavía sigue siendo discutida.
El principal cultivo cerealístico fue el maíz que se plantaba conjuntamente junto la calabaza y el frijol. Debido a la ausencia de animales de carga como bueyes que permitieran en arado, los campos siempre se trabajaron mediante palos de excavación y tracción humana. Eso condicionó el tipo de sembrado, que a diferencia de Eurasia nunca involucró esparcir semillas al azar sino que cada semilla era cuidadosamente colocada una a una. Así cada planta de maíz se sembraba junto a una de frijol que incidentalmente ayudaba a fijar nitrógeno a la tierra y hacerla más fértil.

## Sudamérica
Aunque frecuentemente el norte de Sudamérica fue una de las regiones que más rápidamente evolucionó hacia sociedades típicamente neolíticas y sociedades estatales centralizadas algunos avances aparecieron en tiempos muy dispares dentro de una región no muy grande. Así por ejemplo la cerámica apareció en Ecuador (3100 a. C.) mientras que en Perú apareció mil trescientos años después (1800 a. C.).

## Comparación cronológica
| Innovación                                             | Eurasia          | Eurasia      | Eurasia    | América      | América      | América      | América              |
| Innovación                                             | Creciente Fértil | China        | Inglaterra | Andes        | Amazonia     | Mesoamérica  | Este de Norteamérica |
| ------------------------------------------------------ | ---------------- | ------------ | ---------- | ------------ | ------------ | ------------ | -------------------- |
| Domesticación de plantas                               | 8500 a. C.       | < 7500 a. C. | 3500 a. C. | < 7000 a. C. | < 3000 a. C. | < 3000 a. C. | 2500 a. C.           |
| Domesticación de animales                              | 8500 a. C.       | < 7500 a. C. | 3500 a. C. | 3500 a. C.   | ?            | 500 a. C.    | ___                  |
| Cerámica                                               | 7000 a. C.       | < 7500 a. C. | 3500 a. C. | 3100 a. C.   | 6000 a. C.   | 1500 a. C.   | 2500 a. C.           |
| Aparición de aldeas                                    | 9000 a. C.       | < 7500 a. C. | 3000 a. C. | 3100 a. C.   | 6000 a. C.   | 1500 a. C.   | 500 a. C.            |
| Aparición de jefaturas del jefe sacerdote del más allá | 5500 a. C.       | 4000 a. C.   | 2500 a. C. | < 3500 a. C. | 1 d. C.      | 1500 a. C.   | 200 a. C.            |
| Edad de Bronce                                         | 4000 a. C.       | 2000 a. C.   | 2000 a. C. | 1000 a. C.   | ___          | ___          | ___                  |
| Estados centralizados                                  | 3700 a. C.       | 2000 a. C.   | 500 a. C.  | 1 d. C.      | ___          | 300 a. C.    | ___                  |
| Escritura                                              | 3200 a. C.       | < 1300 a. C. | 43 a. C.   | 2500 a. C.   | ___          | 600 a. C.    | ___                  |
| Edad de Hierro                                         | 900 a. C.        | 500 a. C.    | 650 a. C.  | 500 d. C.    | ___          | ___          | ___                  |

Aquí debe entenderse "edad de bronce" y "edad de hierro" como el uso generalizado de objetos de bronce/cobre y hierro, hecho que en América no se produjo nunca, aunque puntualmente algunas culturas conocieron metales fuera de fines de orfebrería. Algunas fechas son más inseguras como la que se refiere a la aparición de jefaturas que son más difíciles de justificar a partir del registro arqueológico.